# La Bresse
La Bresse ([la ˈbʁɛs] , deutsch Woll) ist eine französische Gemeinde mit 3947 Einwohnern (Stand: 1. Januar 2022) im Département Vosges in der Region Grand Est (bis 2015 Lothringen). Sie gehört zum Arrondissement Épinal (bis 2024 Saint-Dié-des-Vosges) und ist Mitglied im Gemeindeverband Communauté de communes des Hautes Vosges. Das Bureau centralisateur des gleichnamigen Kantons befindet sich in La Bresse. Die Bewohner werden Bressauds und Bressaudes genannt.
Die Gemeinde erhielt 2024 die Auszeichnung „Drei Blumen“, die vom Conseil national des villes et villages fleuris (CNVVF) im Rahmen des jährlichen Wettbewerbs der blumengeschmückten Städte und Dörfer verliehen wird.

## Geografie
La Bresse liegt westlich der Vogesenkammstraße im oberen Tal der Moselotte am Fuße des 1363 m hohen Hohnecks, etwa 15 Kilometer von Gérardmer entfernt. Man erreicht den Ort vom 54 km entfernten Colmar über den Col de la Schlucht, vom 60 km entfernten Mulhouse über den Col d’Oderen oder den Col de Bramont oder vom 57 km entfernten Épinal über den Col de Grosse Pierre.
Nachbargemeinden von La Bresse  sind Gérardmer im Norden, Xonrupt-Longemer und Stosswihr  im Nordosten, Metzeral im Osten, Wildenstein im Südosten, Cornimont im Süden, Basse-sur-le-Rupt im Westen sowie Rochesson im Nordwesten.

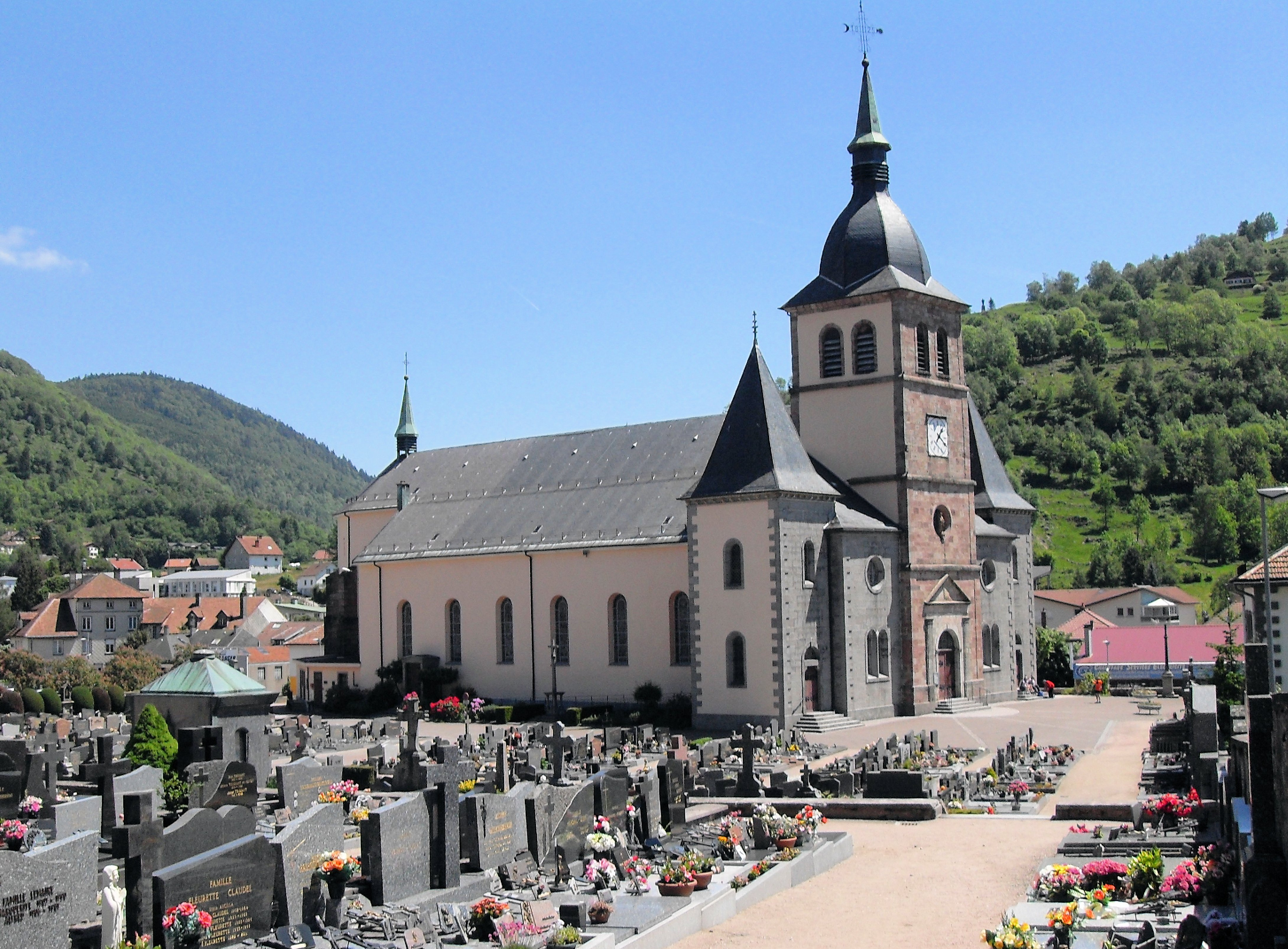
Kirche St. Laurentius

|  |  |

## Jüngere Geschichte
Von den Folgen des Ersten Weltkriegs war der Ort weniger betroffen als die östlich des Vogesenkamms liegenden Gebiete (Col d' Armand – Hartmannsweiler Kopf, Collet du Linge – Lingenkopf und Hohrodberg). Gegen Ende des Zweiten Weltkriegs dagegen wurde der Ort im November 1944 auf Befehl von General Hermann Balck nach französischen Partisanenangriffen oberhalb von La Bresse durch die deutsche Wehrmacht systematisch zerstört und die männlichen Einwohner zur Zwangsarbeit in ein Lager bei Pforzheim deportiert. Einige der Männer wurden in diesem Lager dann Opfer eines alliierten Bombenangriffs. Die Partisanen, derer die Wehrmacht habhaft wurde, wurden oberhalb des Orts exekutiert. General Balck wurde nach dem Krieg durch ein französisches Militärgericht in Abwesenheit zu 20 Jahren Zwangsarbeit verurteilt.
Neben Balck waren auch der ehemalige Kommandierende General der IV. Luftwaffenfeldkorps, General Erich Petersen, der ehemalige Oberbefehlshaber der 19. Armee, General der Infanterie Friedrich Wiese, und der ehemalige Kommandeur der 198. Infanterie-Division, Generalmajor Otto Schiel, angeklagt. Wiese wurde freigesprochen. Petersen und Schiel wurde vom französischen Gericht wegen Kriegsverbrechen schuldig gesprochen. Aufgrund einer französischen Verordnung von 1944 mussten aber beide die Strafe doch nicht antreten.
| Jahr      | 1962 | 1968 | 1975 | 1982 | 1990 | 1999 | 2007 | 2017 |
| Einwohner | 4980 | 5290 | 5395 | 5369 | 5191 | 4928 | 4700 | 4154 |

## Wirtschaft

### Tourismus

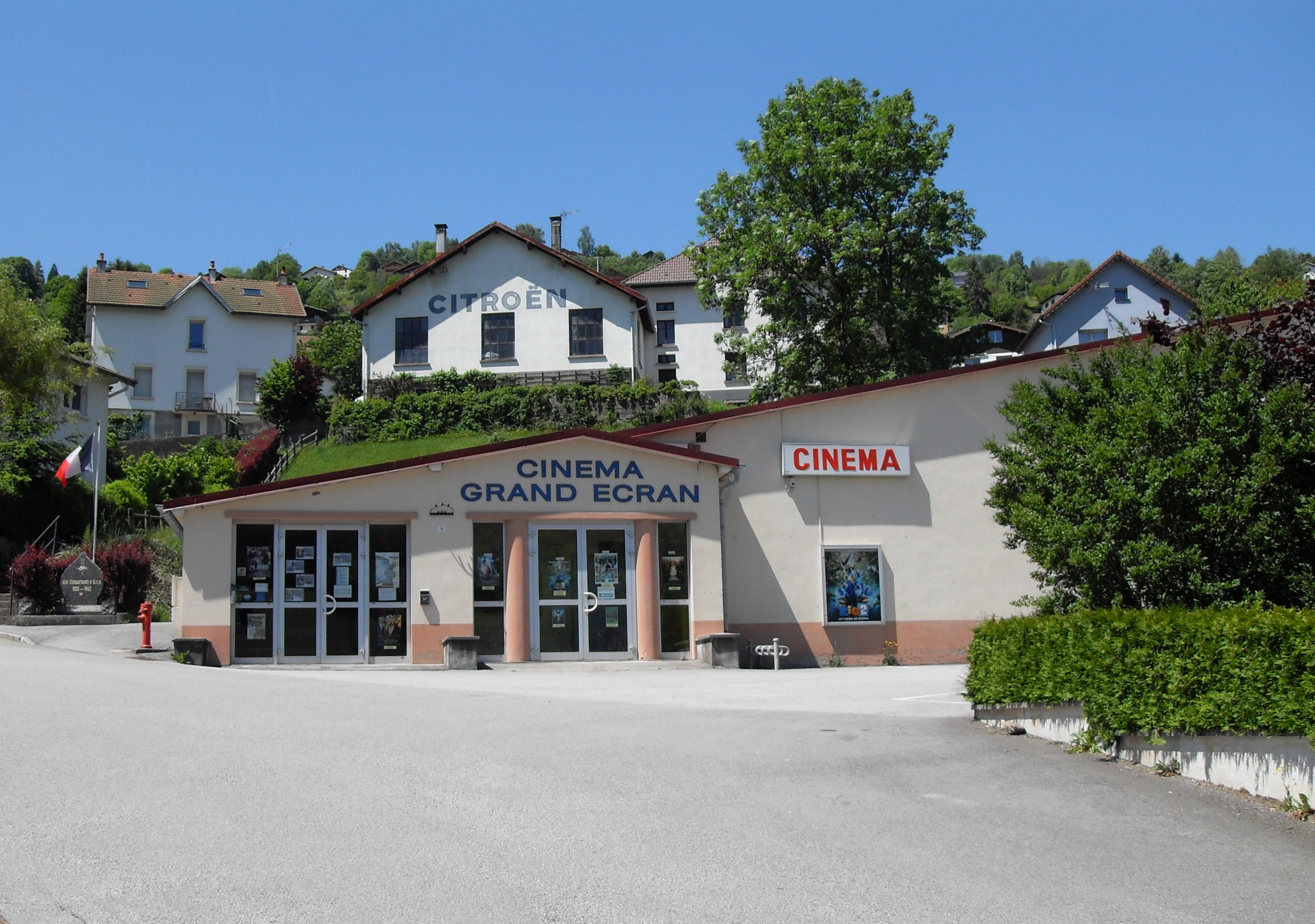
Kino La Bresse

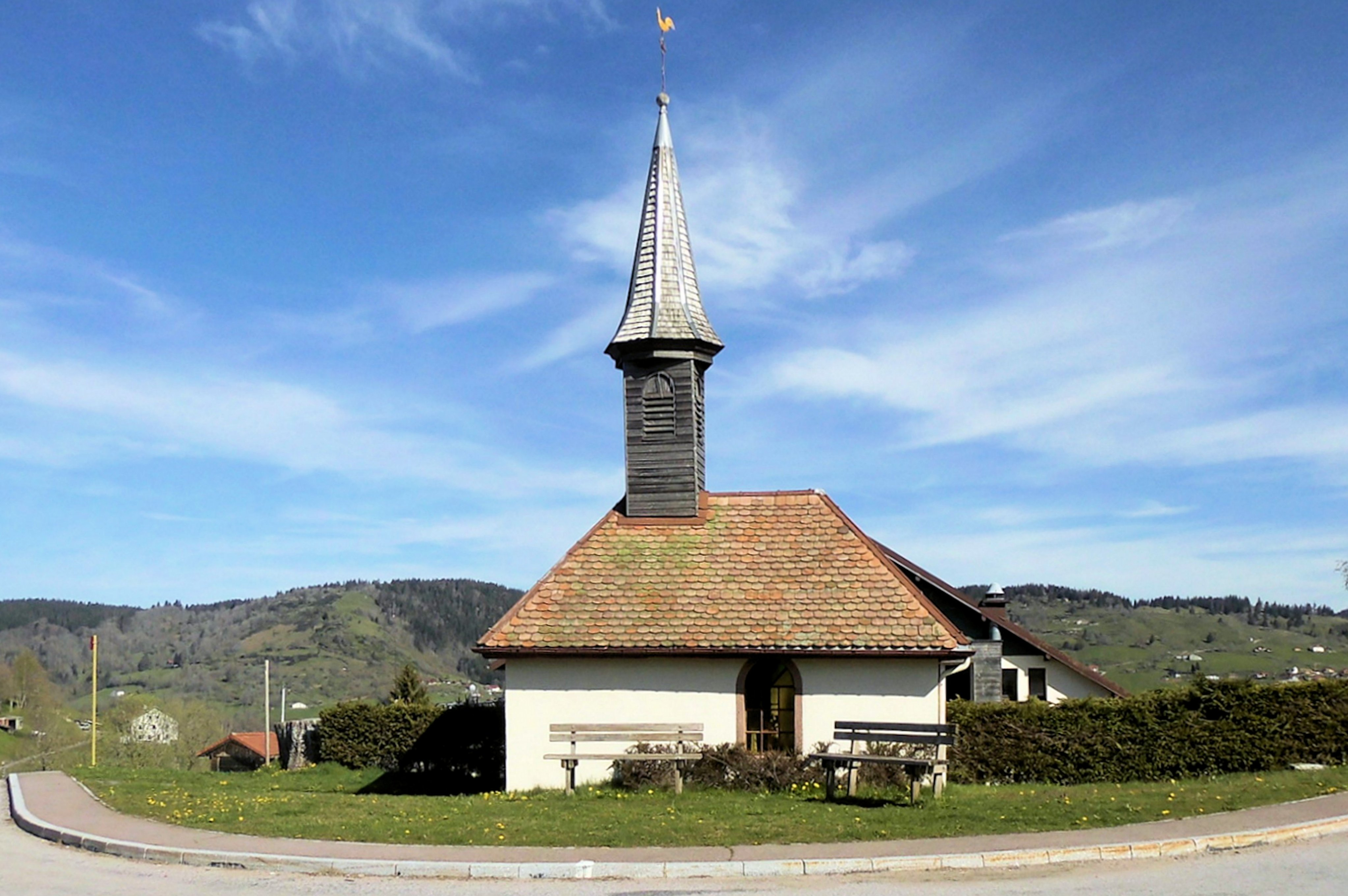
Kapelle Unserer Lieben Frau der Sterbenden auf dem Col du Brabant

Der Sporttourismus stellt eine wesentliche Wirtschaftsquelle dar: Auf dem Gebiet der Gemeinde befinden sich das größte Skigebiet der Vogesen (La Bresse-Hoheneck) mit über 20 Liften, zwei kleinere Skigebiete mit 3 – 4 Liften und mehrere Langlaufloipen. Im Sommer gibt es Mountain Bike-Angebote (Trace Vosgienne), einen Waldseilgarten, eine Trial-Motorrad-Schule sowie eine Gleitschirmfliegerschule. Bademöglichkeiten bestehen am Lac des Corbeaux und am Lac de Blanchmer. Landschaftlich interessant ist der Lac de Lispach, der inmitten eines Hochmoors liegt. Das Gemeindegebiet gehört zum Regionalen Naturpark Ballons des Vosges.
In La Bresse gibt es zahlreiche Geschäfte, Restaurants und Straßencafés sowie ein Kino.

### Weitere Wirtschaftszweige
Es gibt kleinere Industrien wie Granitplattenbearbeitung und Fensterherstellung. Die Land- und Forstwirtschaft stellt einen weiteren Erwerbszweig dar.

## Partnerschaften
Es besteht eine Städtepartnerschaft mit Ménaka in Mali. Ferner bestehen freundschaftliche Beziehungen zur deutschen Stadt Pforzheim in Baden-Württemberg sowie zur belgischen Stadt Durbuy in Wallonien.

## In La Bresse geboren
- Gilbert Poirot (1944–2012), Skispringer
- Gérard Colin (* 1958), Skispringer
- Jean-Paul Didierlaurent (1962–2021), Schriftsteller